# Amours aveugles
Pour plus de détails, voir Fiche technique et Distribution.
Amours aveugles (Slepé lásky) est un film slovaque réalisé par Juraj Lehotský, sorti en 2008.

## Fiche technique
- Titre : Amours aveugles
- Titre original : Slepé lásky
- Réalisation : Juraj Lehotský
- Scénario : Marek Leščák et Juraj Lehotský
- Producteur : Juraj Lehotský, Marko Škop, Ján Meliš, František Krähenbiel et Juraj Chlpík
- Durée : 77 minutes
- Date de sortie : 11 février 2009 en  France
- Pays : Slovaquie

## Distribution
- Peter Kolesár : lui-même
- Iveta Koprdová : elle-même
- Moro Daniel : lui-même
- Monika Brabcová : elle-même
- Jolana Danielová : elle-même
- Anna Brabcová : elle-même
- Zuzana Pohánková : elle-même
- Radoslava Badinková : elle-même
- Laco Gabika : lui-même
- Elena Gabika : elle-même